# Thomasville, Alabama
Thomasville là một thành phố thuộc quận Clarke, tiểu bang Alabama, Hoa Kỳ. Dân số năm 2009 là 4416 người, mật độ đạt 195 người/km².